# Manu Guix
Manu Guix   (Barcelona, 8 de desembre de 1979) és un compositor, director musical, intèrpret i actor català. Ha estat vinculat al programa de televisió Operación Triunfo des de la seva creació l'any 2001, i ha intervingut en totes les edicions del programa.
La seva formació musical va començar l'any 1987, al Conservatori Municipal de Música de Barcelona i va cursar estudis a l'Escola LIPA (Liverpool of Performing Arts).
Durant aquests anys, els seus professors de piano van ser: Glòria Sol, Jordi Concegal, Carlota Garriga, Narcís Bonet, Alícia de Larrocha, María Jesús Crespo i Carles Marquès.
Ha enregistrat sis treballs discogràfics en solitari i ha participat en diversos espectacles musicals com a cantant i director musical, com per exemple a "Grease, el musical de tu vida", "El Petit Príncep", "La jaula de las locas", "La tienda de los horrores" i "Cantando bajo la lluvia".
Al llarg de la seva carrera ha obtingut diversos premis pel seu talent i professionalitat, com el Premi Butaca, rebut el 1997 per "Tu, Jo, Ell, Ella... i Webber... i Schönberg..." a l'espectacle revelació de la temporada, i el mateix guardó concedit el 1998 per "El Somni de Mozart" com a millor director musical.
És el propietari, des del 2010, de l’estudi de gravació Medusa Estudio BCN, juntament amb Roger Rodès.
La temporada 2012 – 2013 va presentar, juntament amb Àngel Llàcer, el programa de ràdio Els optimistes (Catalunya Ràdio), durant el migdia.
Va ser director musical a Operación Triunfo 2018 i 2020. El 2023 va publicar el llibre Rock al cor.

## Discografia
En solitari
- De Cabeza (Vale Music, 2003)[12]
- Manu Guix (MGdisc, 2005)
- Onze Llachs (Fanàstic 2008), disc de tribut a Lluís Llach
- Pas a pas (Blanco y Negro Music, 2012)
- Després de Tot (Música Global, 2017)
- Moments (Música Global, 2022)

## Reconeixements
- 1997: Premi Butaca al millor musical per l'espectacle "Tu, jo, ell, ella… i Webber…i Schönberg…".[5]
- 1998: Premi Butaca a la millor direcció d'un musical per l'espectacle "El somni de Mozart", compartit amb Daniel Anglès.[5]
- 2009: Nominat als Premios Max (XII edició) per la direcció musical de "Grease, el musical de tu vida".[13]
- 2009: Nominat als Premios Gran Vía de Teatro Musical por la dirección musical de "Grease, el musical de tu vida".[14]
- 2009: Premi Butaca per l'espectacle "QUÈ! El Nou Musical", com millor composició musical.[5]
- 2011: Premi Butaca per l'espectacle "Geronimo Stilton, El musical del Regne de la Fantasia", com millor composició musical, com millor musical i millor espectacle per a públic familiar.[5]
- 2018: Premi Enderrock per votació popular a la millor cançó d'autor per "Després de tot".[15]